# Copa Colombia 2011
La Copa Colombia 2011 (conocida como Copa Postobón 2011 por motivos de patrocinio)  fue la novena (9 a) edición del torneo nacional de Copa organizado por la División Mayor del Fútbol Colombiano que enfrentó a los clubes de las categorías Primera A y Primera B del fútbol en Colombia. Comenzó el 23 de febrero y finalizó el 27 de octubre.
Millonarios se coronó campeón, obteniendo un cupo para representar al país en la Copa Sudamericana 2012. Siendo su segundo título en este torneo.

## Sistema de juego

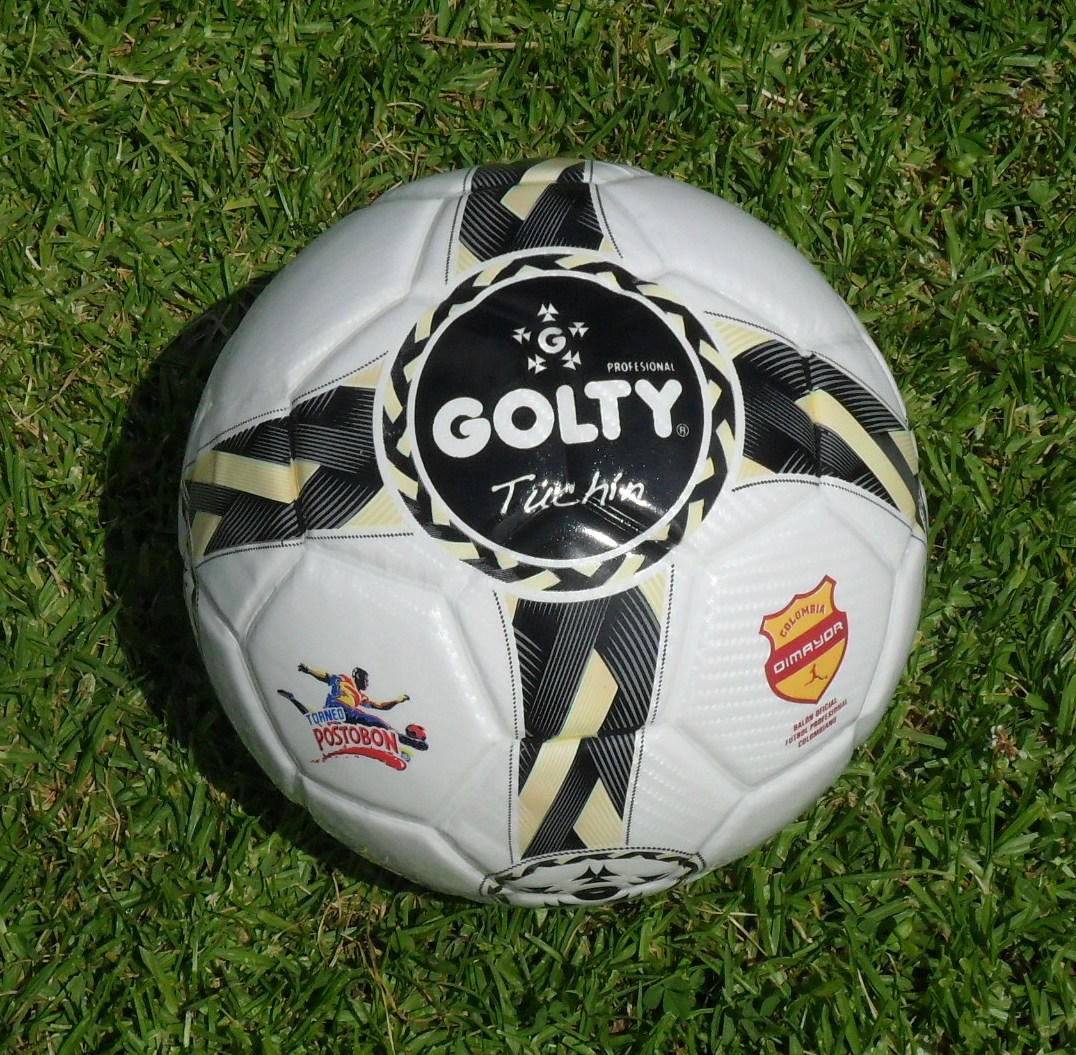
Tuchín, el balón oficial del fútbol colombiano en 2011.

Al igual que en las tres ediciones anteriores, los 36 equipos afiliados a la División Mayor del Fútbol Colombiano (Dimayor) toman parte del torneo, divididos en seis grupos con igual número de equipos que se enfrentarán todos contra todos en 10 fechas. Los dos primeros equipos de cada grupo, junto con los cuatro mejores terceros clasificarán a la siguiente fase.
Después, los dieciséis equipos clasificados en la Fase I jugarán la Fase II, formándose ocho llaves de dos equipos cada una, quienes disputarán partidos de ida y vuelta(octavos de final) de aquí en adelante siendo visitante en el partido de ida el equipo con más puntos hechos. Ocho saldrán eliminados, mientras los restantes buscarán cuatro cupos directos (Ganador llave 2 vs Ganador llave 6, Ganador llave 1 vs Ganador llave 5, Ganador llave 3 vs Ganador llave 7 y Ganador llave 4 vs Ganador llave 8) siendo esto los cuartos de final. Posteriormente los cuatro equipos se enfrentarán en semifinales (S1 vs S3 y S2 vs S4 ) y los vencedores disputarán la final del torneo.

## Equipos participantes
Estos son los equipos participantes para la edición de 2010 a partir de la fase de grupos regionales.
| Categoría Primera A | Categoría Primera A |
| --- | --- |
| - América de Cali - Atlético Huila - Atlético Nacional - Boyacá Chicó - Cúcuta Deportivo - Deportes Quindío - Deportes Tolima - Deportivo Cali - Deportivo Pereira | - Envigado F. C. - Independiente Medellín - Itagüí Ditaires - Junior - La Equidad - Millonarios - Once Caldas - Real Cartagena - Santa Fe |

| Categoría Primera B | Categoría Primera B |
| --- | --- |
| - Academia F. C. - Alianza Petrolera - Atlético Bucaramanga - Barranquilla F. C. - Bogotá F. C. - Centauros - Cortuluá - Depor Aguablanca - Deportivo Pasto | - Deportivo Rionegro - Expreso Rojo - Fortaleza F. C. - Pacífico F. C. - Patriotas - Real Santander - Uniautónoma - Unión Magdalena - Valledupar F. C. |

## Fase de grupos regionales
En esta fase, los 36 equipos participantes se dividen en seis grupos, en cada uno se agrupan los equipos según la región geográfica a la que pertenece cada club. En cada grupo se ubican seis equipos, los cuales juegan 10 partidos, de ida y vuelta, en el formato de todos contra todos. Los equipos que se ubiquen en el 1° y 2° puesto avanzan a los Octavos de Final; así mismo, si el equipo que se ubica 3° en la tabla de posiciones, está entre los mejores cuatro equipos de la Tabla de terceros lugares accederá a la siguiente fase, los Octavos de Final.

### Grupo A
Equipos pertenecientes a la Región Caribe.
| Equipo             | Pts | PJ | PG | PE | PP | GF | GC | DIF |
| ------------------ | --- | -- | -- | -- | -- | -- | -- | --- |
| Junior             | 21  | 10 | 6  | 3  | 1  | 17 | 10 | 7   |
| Valledupar F. C.   | 20  | 10 | 6  | 2  | 2  | 14 | 6  | 8   |
| Uniautónoma        | 17  | 10 | 5  | 2  | 3  | 20 | 17 | 3   |
| Real Cartagena     | 11  | 10 | 3  | 2  | 5  | 13 | 14 | -1  |
| Unión Magdalena    | 8   | 10 | 2  | 2  | 6  | 10 | 20 | -10 |
| Barranquilla F. C. | 7   | 10 | 2  | 1  | 7  | 10 | 17 | -7  |

| Fecha         | Local        |     | Visitante    |             | Local        |              | Visitante    |     | Local        |     | Visitante |
| ------------- | ------------ | --- | ------------ | ----------- | ------------ | ------------ | ------------ | --- | ------------ | --- | --------- |
| 23 de febrero | Valledupar   | 1:2 | Junior       |             | Barranquilla | 1:2          | Magdalena    |     | Uniautónoma  | 1:1 | Cartagena |
| 9 de marzo    | Junior       | 2:1 | Barranquilla | Magdalena   | 2:2          | Uniautónoma  | Cartagena    | 2:1 | Valledupar   |     |           |
| 23 de marzo   | Magdalena    | 0:0 | Junior       | Uniautónoma | 0:1          | Valledupar   | Barranquilla | 1:0 | Cartagena    |     |           |
| 30 de marzo   | Uniautónoma  | 3:1 | Junior       | Magdalena   | 0:2          | Cartagena    | Valledupar   | 3:0 | Barranquilla |     |           |
| 27 de abril   | Junior       | 2:2 | Cartagena    | Magdalena   | 0:2          | Valledupar   | Barranquilla | 1:2 | Uniautónoma  |     |           |
| 4 de mayo     | Junior       | 1:1 | Valledupar   | Magdalena   | 2:1          | Barranquilla | Cartagena    | 1:2 | Uniautónoma  |     |           |
| 1 de junio    | Barranquilla | 0:1 | Junior       | Uniautónoma | 3:2          | Magdalena    | Valledupar   | 1:0 | Cartagena    |     |           |
| 22 de junio   | Junior       | 3:0 | Magdalena    | Valledupar  | 2:1          | Uniautónoma  | Cartagena    | 1:3 | Barranquilla |     |           |
| 29 de junio   | Junior       | 4:2 | Uniautónoma  | Cartagena   | 4:2          | Magdalena    | Barranquilla | 0:0 | Valledupar   |     |           |
| 7 de julio    | Cartagena    | 0:1 | Junior       | Valledupar  | 2:0          | Magdalena    | Uniautónoma  | 4:2 | Barranquilla |     |           |

### Grupo B
Equipos pertenecientes a Antioquia y Caldas.
| Equipo                 | Pts | PJ | PG | PE | PP | GF | GC | DIF |
| ---------------------- | --- | -- | -- | -- | -- | -- | -- | --- |
| Itagüí Ditaires        | 17  | 10 | 5  | 2  | 3  | 18 | 13 | 5   |
| Atlético Nacional      | 17  | 10 | 5  | 2  | 3  | 15 | 15 | 0   |
| Once Caldas            | 16  | 10 | 5  | 1  | 4  | 15 | 16 | -1  |
| Independiente Medellín | 15  | 10 | 4  | 3  | 3  | 19 | 15 | 4   |
| Deportivo Rionegro     | 13  | 10 | 4  | 1  | 5  | 20 | 20 | 0   |
| Envigado F. C.         | 6   | 10 | 1  | 3  | 6  | 10 | 18 | -8  |

| Fecha         | Local       |     | Visitante   |             | Local  |             | Visitante   |     | Local       |     | Visitante |
| ------------- | ----------- | --- | ----------- | ----------- | ------ | ----------- | ----------- | --- | ----------- | --- | --------- |
| 23 de febrero | Nacional    | 3:0 | Once Caldas |             | Itagüí | 1:1         | Medellín    |     | Rionegro    | 4:1 | Envigado  |
| 9 de marzo    | Envigado    | 0:0 | Nacional    | Medellín    | 4:3    | Rionegro    | Once Caldas | 2:1 | Itagüí      |     |           |
| 23 de marzo   | Rionegro    | 2:0 | Nacional    | Medellín    | 1:1    | Once Caldas | Itagüí      | 1:1 | Envigado    |     |           |
| 30 de marzo   | Nacional    | 1:2 | Itagüí      | Envigado    | 1:2    | Medellín    | Rionegro    | 3:1 | Once Caldas |     |           |
| 27 de abril   | Medellín    | 5:1 | Nacional    | Itagüí      | 3:2    | Rionegro    | Once Caldas | 2:1 | Envigado    |     |           |
| 4 de mayo     | Once Caldas | 1:2 | Nacional    | Medellín    | 2:1    | Itagüí      | Envigado    | 2:2 | Rionegro    |     |           |
| 1 de junio    | Nacional    | 1:0 | Envigado    | Rionegro    | 1:0    | Medellín    | Itagüí      | 3:0 | Once Caldas |     |           |
| 22 de junio   | Nacional    | 3:2 | Rionegro    | Once Caldas | 2:1    | Medellín    | Envigado    | 0:1 | Itagüí      |     |           |
| 29 de junio   | Itagüí      | 2:3 | Nacional    | Medellín    | 2:3    | Envigado    | Once Caldas | 3:0 | Rionegro    |     |           |
| 7 de julio    | Nacional    | 1:1 | Medellín    | Rionegro    | 1:3    | Itagüí      | Envigado    | 1:3 | Once Caldas |     |           |

### Grupo C
Equipos pertenecientes a la Región de los Santanderes y Boyacá.
| Equipo               | Pts | PJ | PG | PE | PP | GF | GC | DIF |
| -------------------- | --- | -- | -- | -- | -- | -- | -- | --- |
| Patriotas            | 20  | 10 | 5  | 5  | 0  | 13 | 5  | 8   |
| Boyacá Chicó         | 18  | 10 | 5  | 3  | 2  | 20 | 14 | 6   |
| Real Santander       | 17  | 10 | 5  | 2  | 3  | 19 | 19 | 0   |
| Cúcuta Deportivo     | 9   | 10 | 2  | 3  | 5  | 12 | 13 | -1  |
| Alianza Petrolera    | 9   | 10 | 2  | 3  | 5  | 10 | 17 | -7  |
| Atlético Bucaramanga | 7   | 10 | 1  | 4  | 5  | 12 | 17 | -5  |

| Fecha         | Local       |     | Visitante   |             | Local |             | Visitante   |     | Local       |     | Visitante |
| ------------- | ----------- | --- | ----------- | ----------- | ----- | ----------- | ----------- | --- | ----------- | --- | --------- |
| 23 de febrero | Petrolera   | 1:1 | Cúcuta      |             | Chicó | 3:1         | Santander   |     | Bucaramanga | 0:1 | Patriotas |
| 9 de marzo    | Cúcuta      | 4:0 | Santander   | Bucaramanga | 2:2   | Chicó       | Patriotas   | 1:0 | Petrolera   |     |           |
| 23 de marzo   | Chicó       | 1:0 | Cúcuta      | Santander   | 1:1   | Patriotas   | Petrolera   | 2:1 | Bucaramanga |     |           |
| 30 de marzo   | Cúcuta      | 1:1 | Bucaramanga | Chicó       | 1:1   | Patriotas   | Santander   | 3:2 | Petrolera   |     |           |
| 27 de abril   | Patriotas   | 2:0 | Cúcuta      | Petrolera   | 2:0   | Chicó       | Bucaramanga | 1:3 | Santander   |     |           |
| 4 de mayo     | Cúcuta      | 3:1 | Petrolera   | Santander   | 5:2   | Chicó       | Patriotas   | 3:2 | Bucaramanga |     |           |
| 1 de junio    | Santander   | 3:1 | Cúcuta      | Chicó       | 3:1   | Bucaramanga | Petrolera   | 0:0 | Patriotas   |     |           |
| 22 de junio   | Cúcuta      | 1:2 | Chicó       | Patriotas   | 3:0   | Santander   | Bucaramanga | 1:1 | Petrolera   |     |           |
| 29 de junio   | Bucaramanga | 2:0 | Cúcuta      | Patriotas   | 1:1   | Chicó       | Petrolera   | 1:2 | Santander   |     |           |
| 7 de julio    | Cúcuta      | 0:0 | Patriotas   | Chicó       | 5:0   | Petrolera   | Santander   | 1:1 | Bucaramanga |     |           |

### Grupo D
Equipos pertenecientes a Bogotá y Villavicencio.
| Equipo       | Pts | PJ | PG | PE | PP | GF | GC | DIF |
| ------------ | --- | -- | -- | -- | -- | -- | -- | --- |
| Millonarios  | 18  | 10 | 5  | 3  | 2  | 19 | 16 | 3   |
| Santa Fe     | 15  | 10 | 4  | 3  | 3  | 17 | 12 | 5   |
| Centauros    | 15  | 10 | 4  | 3  | 3  | 17 | 16 | 1   |
| La Equidad   | 14  | 10 | 3  | 5  | 2  | 14 | 11 | 3   |
| Academia     | 12  | 10 | 3  | 3  | 4  | 11 | 16 | -5  |
| Bogotá F. C. | 6   | 10 | 1  | 3  | 6  | 9  | 16 | -7  |

| Fecha         | Local       |     | Visitante   |           | Local   |            | Visitante |     | Local     |     | Visitante |
| ------------- | ----------- | --- | ----------- | --------- | ------- | ---------- | --------- | --- | --------- | --- | --------- |
| 23 de febrero | Academia    | 0:2 | Millonarios |           | Equidad | 4:1        | Santa Fe  |     | Centauros | 2:1 | Bogotá    |
| 9 de marzo    | Millonarios | 4:2 | Centauros   | Bogotá    | 0:0     | Santa Fe   | Equidad   | 1:1 | Academia  |     |           |
| 23 de marzo   | Millonarios | 2:1 | Santa Fe    | Centauros | 5:2     | Academia   | Equidad   | 2:1 | Bogotá    |     |           |
| 30 de marzo   | Bogotá      | 1:1 | Millonarios | Academia  | 1:1     | Santa Fe   | Centauros | 1:0 | Equidad   |     |           |
| 27 de abril   | Millonarios | 2:2 | Equidad     | Centauros | 1:1     | Santa Fe   | Academia  | 2:1 | Bogotá    |     |           |
| 4 de mayo     | Millonarios | 3:1 | Academia    | Santa Fe  | 1:2     | La Equidad | Bogotá    | 1:1 | Centauros |     |           |
| 1 de junio    | Centauros   | 2:1 | Millonarios | Santa Fe  | 3:0     | Bogotá     | Academia  | 0:0 | Equidad   |     |           |
| 22 de junio   | Santa Fe    | 5:1 | Millonarios | Academia  | 2:1     | Centauros  | Bogotá    | 2:1 | Equidad   |     |           |
| 29 de junio   | Millonarios | 2:1 | Bogotá      | Santa Fe  | 1:0     | Academia   | Equidad   | 1:1 | Centauros |     |           |
| 7 de julio    | Equidad     | 1:1 | Millonarios | Santa Fe  | 3:1     | Centauros  | Bogotá    | 1:2 | Academia  |     |           |

### Grupo E
Equipos pertenecientes a la Región Pacífica.
| Equipo           | Pts | PJ | PG | PE | PP | GF | GC | DIF |
| ---------------- | --- | -- | -- | -- | -- | -- | -- | --- |
| Deportivo Pasto  | 20  | 10 | 6  | 2  | 2  | 17 | 8  | 9   |
| Deportivo Cali   | 20  | 10 | 6  | 2  | 2  | 18 | 10 | 8   |
| América de Cali  | 14  | 10 | 4  | 2  | 4  | 11 | 13 | -2  |
| Cortuluá         | 12  | 10 | 3  | 3  | 4  | 16 | 15 | 1   |
| Pacífico F. C.   | 12  | 10 | 3  | 3  | 4  | 9  | 11 | -2  |
| Depor Aguablanca | 5   | 10 | 1  | 2  | 7  | 4  | 18 | -14 |

| Fecha         | Local    |     | Visitante |          | Local |          | Visitante |     | Local    |     | Visitante |
| ------------- | -------- | --- | --------- | -------- | ----- | -------- | --------- | --- | -------- | --- | --------- |
| 23 de febrero | Depor    | 0:2 | América   |          | Cali  | 1:0      | Pasto     |     | Pacífico | 0:1 | Cortuluá  |
| 9 de marzo    | América  | 1:2 | Pacífico  | Cortuluá | 2:3   | Cali     | Pasto     | 2:1 | Depor    |     |           |
| 23 de marzo   | América  | 3:1 | Cortuluá  | Depor    | 1:1   | Cali     | Pacífico  | 0:0 | Pasto    |     |           |
| 30 de marzo   | Pasto    | 1:2 | América   | Cali     | 3:1   | Pacífico | Depor     | 0:0 | Cortuluá |     |           |
| 27 de abril   | América  | 0:0 | Cali      | Pacífico | 1:2   | Depor    | Cortuluá  | 1:3 | Pasto    |     |           |
| 4 de mayo     | América  | 3:0 | Depor     | Pasto    | 2:1   | Cali     | Cortuluá  | 1:1 | Pacífico |     |           |
| 1 de junio    | Pacífico | 0:0 | América   | Cali     | 3:2   | Cortuluá | Depor     | 0:2 | Pasto    |     |           |
| 22 de junio   | Cortuluá | 3:0 | América   | Cali     | 2:0   | Depor    | Pasto     | 2:0 | Pacífico |     |           |
| 29 de junio   | América  | 0:3 | Pasto     | Pacífico | 2:1   | Cali     | Cortuluá  | 3:0 | Depor    |     |           |
| 7 de julio    | Cali     | 3:0 | América   | Depor    | 0:2   | Pacífico | Pasto     | 2:2 | Cortuluá |     |           |

### Grupo F
Equipos pertenecientes a Cundinamarca, Quindio, Risaralda y el occidente del país.
| Equipo            | Pts | PJ | PG | PE | PP | GF | GC | DIF |
| ----------------- | --- | -- | -- | -- | -- | -- | -- | --- |
| Atlético Huila    | 19  | 10 | 6  | 1  | 3  | 10 | 10 | 0   |
| Deportes Tolima   | 18  | 10 | 6  | 0  | 4  | 10 | 6  | 4   |
| Expreso Rojo      | 16  | 10 | 4  | 4  | 2  | 11 | 9  | 2   |
| Fortaleza F. C.   | 14  | 10 | 4  | 2  | 4  | 11 | 7  | 4   |
| Deportes Quindío  | 12  | 10 | 3  | 3  | 4  | 13 | 11 | 2   |
| Deportivo Pereira | 5   | 10 | 1  | 2  | 7  | 4  | 16 | -12 |

| Fecha         | Local     |     | Visitante |           | Local   |           | Visitante |     | Local     |     | Visitante |
| ------------- | --------- | --- | --------- | --------- | ------- | --------- | --------- | --- | --------- | --- | --------- |
| 23 de febrero | Tolima    | 0:1 | Pereira   |           | Quindío | 1:1       | Expreso   |     | Fortaleza | 3:0 | Huila     |
| 9 de marzo    | Huila     | 2:1 | Tolima    | Expreso   | 2:2     | Fortaleza | Pereira   | 2:2 | Quindío   |     |           |
| 23 de marzo   | Quindío   | 2:0 | Tolima    | Pereira   | 0:0     | Fortaleza | Expreso   | 3:1 | Huila     |     |           |
| 30 de marzo   | Tolima    | 3:0 | Expreso   | Fortaleza | 2:1     | Quindío   | Huila     | 1:0 | Pereira   |     |           |
| 27 de abril   | Tolima    | 1:0 | Fortaleza | Quindío   | 2:1     | Huila     | Expreso   | 2:0 | Pereira   |     |           |
| 4 de mayo     | Pereira   | 0:1 | Tolima    | Expreso   | 0:0     | Quindío   | Huila     | 1:0 | Fortaleza |     |           |
| 1 de junio    | Tolima    | 0:1 | Huila     | Quindío   | 4:0     | Pereira   | Fortaleza | 0:1 | Expreso   |     |           |
| 22 de junio   | Tolima    | 2:0 | Quindío   | Fortaleza | 3:0     | Pereira   | Huila     | 0:0 | Expreso   |     |           |
| 29 de junio   | Expreso   | 0:1 | Tolima    | Quindío   | 0:1     | Fortaleza | Pereira   | 0:1 | Huila     |     |           |
| 7 de julio    | Fortaleza | 0:1 | Tolima    | Huila     | 2:1     | Quindío   | Pereira   | 1:2 | Expreso   |     |           |

### Tabla de terceros lugares
Los cuatro mejores equipos que ocupen el tercer lugar de sus grupos avanzarán a octavos de final.
| Pos. | Grupo | Equipo          | Pts | PJ | PG | PE | PP | GF | GC | DIF |
| ---- | ----- | --------------- | --- | -- | -- | -- | -- | -- | -- | --- |
| 1.   | A     | Uniautónoma     | 17  | 10 | 5  | 2  | 3  | 20 | 16 | 4   |
| 2.   | C     | Real Santander  | 17  | 10 | 5  | 2  | 3  | 19 | 19 | 0   |
| 3.   | F     | Expreso Rojo    | 16  | 10 | 4  | 4  | 2  | 11 | 9  | 2   |
| 4.   | B     | Once Caldas     | 16  | 10 | 5  | 1  | 4  | 15 | 16 | -1  |
| 5.   | D     | Universitario   | 15  | 10 | 4  | 3  | 3  | 17 | 16 | 1   |
| 6.   | E     | América de Cali | 14  | 10 | 4  | 2  | 4  | 11 | 13 | -2  |

|  | Clasificado a la segunda fase. |
|  | Eliminado.                     |

## Segunda fase
- Los horarios corresponden a la hora de Colombia (UTC-5).

|  | Octavos de final    | Octavos de final  | Octavos de final  |   |                 | Cuartos de final                | Cuartos de final                | Cuartos de final                |  |                   | Semifinales        | Semifinales        | Semifinales        |  |              | Final              | Final              | Final              |  |
|  | 13 al 20 de julio   | 13 al 20 de julio | 13 al 20 de julio |   |                 | 15 de agosto al 7 de septiembre | 15 de agosto al 7 de septiembre | 15 de agosto al 7 de septiembre |  |                   | 5 al 12 de octubre | 5 al 12 de octubre | 5 al 12 de octubre |  |              | 19 y 27 de octubre | 19 y 27 de octubre | 19 y 27 de octubre |  |
|  |                     |                   |                   |   |                 |                                 |                                 |                                 |  |                   |                    |                    |                    |  |              |                    |                    |                    |  |
|  |                     |                   |                   |   |                 |                                 |                                 |                                 |  |                   |                    |                    |                    |  |              |                    |                    |                    |  |
|  | Real Santander (p.) | 0                 | 3 (4)             |   |                 |                                 |                                 |                                 |  |                   |                    |                    |                    |  |              |                    |                    |                    |  |
|  | Real Santander (p.) | 0                 | 3 (4)             |   |                 |                                 |                                 |                                 |  |                   |                    |                    |                    |  |              |                    |                    |                    |  |
|  | Itagüí Ditaires     | 2                 | 1 (2)             |   |                 |                                 |                                 |                                 |  |                   |                    |                    |                    |  |              |                    |                    |                    |  |
|  | Itagüí Ditaires     | 2                 | 1 (2)             |   | Real Santander  | 1                               | 2                               |                                 |  |                   |                    |                    |                    |  |              |                    |                    |                    |  |
|  |                     |                   |                   |   | Real Santander  | 1                               | 2                               |                                 |  |                   |                    |                    |                    |  |              |                    |                    |                    |  |
|  |                     |                   | Atlético Nacional | 1 | 4               |                                 |                                 |                                 |  |                   |                    |                    |                    |  |              |                    |                    |                    |  |
|  | Atlético Nacional   | 3                 | Atlético Nacional | 1 | 4               | 1                               |                                 |                                 |  |                   |                    |                    |                    |  |              |                    |                    |                    |  |
|  | Atlético Nacional   | 3                 |                   |   |                 |                                 |                                 |                                 |  |                   |                    |                    |                    |  |              |                    |                    |                    |  |
|  | Atlético Huila      | 2                 | 0                 |   |                 |                                 |                                 |                                 |  |                   |                    |                    |                    |  |              |                    |                    |                    |  |
|  | Atlético Huila      | 2                 | 0                 |   |                 |                                 |                                 |                                 |  | Atlético Nacional | 1                  | 1 (6)              |                    |  |              |                    |                    |                    |  |
|  |                     |                   |                   |   |                 |                                 |                                 |                                 |  | Atlético Nacional | 1                  | 1 (6)              |                    |  |              |                    |                    |                    |  |
|  |                     |                   | Boyacá Chicó (p.) | 1 | 1 (7)           |                                 |                                 |                                 |  |                   |                    |                    |                    |  |              |                    |                    |                    |  |
|  | Expreso Rojo        | 1                 | Boyacá Chicó (p.) | 1 | 1 (7)           | 1 (3)                           |                                 |                                 |  |                   |                    |                    |                    |  |              |                    |                    |                    |  |
|  | Expreso Rojo        | 1                 |                   |   |                 |                                 |                                 |                                 |  |                   |                    |                    |                    |  |              |                    |                    |                    |  |
|  | Patriotas (p.)      | 0                 | 2 (4)             |   |                 |                                 |                                 |                                 |  |                   |                    |                    |                    |  |              |                    |                    |                    |  |
|  | Patriotas (p.)      | 0                 | 2 (4)             |   | Patriotas       | 1                               | 1 (1)                           |                                 |  |                   |                    |                    |                    |  |              |                    |                    |                    |  |
|  |                     |                   |                   |   | Patriotas       | 1                               | 1 (1)                           |                                 |  |                   |                    |                    |                    |  |              |                    |                    |                    |  |
|  |                     |                   | Boyacá Chicó (p.) | 1 | 1 (3)           |                                 |                                 |                                 |  |                   |                    |                    |                    |  |              |                    |                    |                    |  |
|  | Santa Fe            | 1                 | Boyacá Chicó (p.) | 1 | 1 (3)           | 0                               |                                 |                                 |  |                   |                    |                    |                    |  |              |                    |                    |                    |  |
|  | Santa Fe            | 1                 |                   |   |                 |                                 |                                 |                                 |  |                   |                    |                    |                    |  |              |                    |                    |                    |  |
|  | Boyacá Chicó        | 2                 | 1                 |   |                 |                                 |                                 |                                 |  |                   |                    |                    |                    |  |              |                    |                    |                    |  |
|  | Boyacá Chicó        | 2                 | 1                 |   |                 |                                 |                                 |                                 |  |                   |                    |                    |                    |  | Boyacá Chicó | 0                  | 0                  |                    |  |
|  |                     |                   |                   |   |                 |                                 |                                 |                                 |  |                   |                    |                    |                    |  | Boyacá Chicó | 0                  | 0                  |                    |  |
|  |                     |                   | Millonarios       | 1 | 1               |                                 |                                 |                                 |  |                   |                    |                    |                    |  |              |                    |                    |                    |  |
|  | Once Caldas         | 1                 | Millonarios       | 1 | 1               | 1 (3)                           |                                 |                                 |  |                   |                    |                    |                    |  |              |                    |                    |                    |  |
|  | Once Caldas         | 1                 |                   |   |                 |                                 |                                 |                                 |  |                   |                    |                    |                    |  |              |                    |                    |                    |  |
|  | Junior (p.)         | 1                 | 1 (4)             |   |                 |                                 |                                 |                                 |  |                   |                    |                    |                    |  |              |                    |                    |                    |  |
|  | Junior (p.)         | 1                 | 1 (4)             |   | Junior (p.)     | 0                               | 1 (4)                           |                                 |  |                   |                    |                    |                    |  |              |                    |                    |                    |  |
|  |                     |                   |                   |   | Junior (p.)     | 0                               | 1 (4)                           |                                 |  |                   |                    |                    |                    |  |              |                    |                    |                    |  |
|  |                     |                   | Valledupar F. C.  | 0 | 1 (2)           |                                 |                                 |                                 |  |                   |                    |                    |                    |  |              |                    |                    |                    |  |
|  | Valledupar F. C.    | 1                 | Valledupar F. C.  | 0 | 1 (2)           | 1                               |                                 |                                 |  |                   |                    |                    |                    |  |              |                    |                    |                    |  |
|  | Valledupar F. C.    | 1                 |                   |   |                 |                                 |                                 |                                 |  |                   |                    |                    |                    |  |              |                    |                    |                    |  |
|  | Deportivo Pasto     | 0                 | 0                 |   |                 |                                 |                                 |                                 |  |                   |                    |                    |                    |  |              |                    |                    |                    |  |
|  | Deportivo Pasto     | 0                 | 0                 |   |                 |                                 |                                 |                                 |  | Junior            | 1                  | 0                  |                    |  |              |                    |                    |                    |  |
|  |                     |                   |                   |   |                 |                                 |                                 |                                 |  | Junior            | 1                  | 0                  |                    |  |              |                    |                    |                    |  |
|  |                     |                   | Millonarios       | 4 | 0               |                                 |                                 |                                 |  |                   |                    |                    |                    |  |              |                    |                    |                    |  |
|  | Deportes Tolima     | 3                 | Millonarios       | 4 | 0               | 0                               |                                 |                                 |  |                   |                    |                    |                    |  |              |                    |                    |                    |  |
|  | Deportes Tolima     | 3                 |                   |   |                 |                                 |                                 |                                 |  |                   |                    |                    |                    |  |              |                    |                    |                    |  |
|  | Deportivo Cali      | 0                 | 1                 |   |                 |                                 |                                 |                                 |  |                   |                    |                    |                    |  |              |                    |                    |                    |  |
|  | Deportivo Cali      | 0                 | 1                 |   | Deportes Tolima | 3                               | 0                               |                                 |  |                   |                    |                    |                    |  |              |                    |                    |                    |  |
|  |                     |                   |                   |   | Deportes Tolima | 3                               | 0                               |                                 |  |                   |                    |                    |                    |  |              |                    |                    |                    |  |
|  |                     |                   | Millonarios       | 2 | 2               |                                 |                                 |                                 |  |                   |                    |                    |                    |  |              |                    |                    |                    |  |
|  | Uniautónoma         | 2                 | Millonarios       | 2 | 2               | 1                               |                                 |                                 |  |                   |                    |                    |                    |  |              |                    |                    |                    |  |
|  | Uniautónoma         | 2                 |                   |   |                 |                                 |                                 |                                 |  |                   |                    |                    |                    |  |              |                    |                    |                    |  |
|  | Millonarios         | 3                 | 1                 |   |                 |                                 |                                 |                                 |  |                   |                    |                    |                    |  |              |                    |                    |                    |  |
|  | Millonarios         | 3                 | 1                 |   |                 |                                 |                                 |                                 |  |                   |                    |                    |                    |  |              |                    |                    |                    |  |
|  |                     |                   |                   |   |                 |                                 |                                 |                                 |  |                   |                    |                    |                    |  |              |                    |                    |                    |  |

### Octavos de final
| 13 de julio de 2011, 15:00 | Real Santander | 0:2 (0:1) | Itagüí Ditaires          | Estadio Alfonso López, Bucaramanga |                            |
|                            |                | Reporte   | Alzáte 20' · Aguirre 73' | Árbitro(s): Harold Perilla         | Árbitro(s): Harold Perilla |

| 13 de julio de 2011, 15:00 | Itagüí Ditaires                      | 1:3 (0:2) (2:4 p.) | Real Santander                              | Estadio Metropolitano de Ditaires, Itagüí |                             |
|                            | Correa 54'                           | [http://www.copapostobon.com.co/minutoaminuto/fecha-2-itaguei-vs-santander-2011-07-20-150000 (enlace roto disponible en Internet Archive; véase el historial, la primera versión y la última). Reporte] | Romero 28' · Villalba 38' · García 92'      | Árbitro(s): Brayner Escobar               | Árbitro(s): Brayner Escobar |
|                            |                                      | Tiros desde el punto penal |                                             |                                           |                             |
|                            | Córdoba · Alzáte · Zapata · Restrepo | | García · Estrada · Romero · Villalba · Luna |                                           |                             |

| 16 de julio de 2011, 10:00 | Atlético Nacional                  | 3:2 (1:1) | Atlético Huila           | Estadio Metropolitano de Ditaires, Itagüí |                              |
|                            | Pabón 28', 79' (pen.) · Patiño 55' | Reporte   | Quiñónez 36' · Vidal 82' | Árbitro(s): Fernando Camargo              | Árbitro(s): Fernando Camargo |

| 20 de julio de 2011, 15:30 | Atlético Huila | 0:1 (0:0) | Atlético Nacional | Estadio Guillermo Plazas Alcid, Neiva |                              |
|                            |                | Reporte   | Pabón 50'         | Árbitro(s): Wilson Lamouroux          | Árbitro(s): Wilson Lamouroux |

| 13 de julio de 2011, 19:30 | Expreso Rojo | 1:0 (0:0) | Patriotas | Estadio Luis Carlos Galán, Soacha |                             |
|                            | Núñez 86'    | Reporte   |           | Árbitro(s): Jaime Hernández       | Árbitro(s): Jaime Hernández |

| 20 de julio de 2011, 15:00 | Patriotas                                  | 2:1 (0:0) (4:3 p.) | Expreso Rojo                                    | Estadio La Independencia, Tunja |                                 |
|                            | Franco 64', 74'                            | [http://www.copapostobon.com.co/minutoaminuto/fecha-2-patriotas-vs-expreso-2011-07-20-150000 (enlace roto disponible en Internet Archive; véase el historial, la primera versión y la última). Reporte] | Núñez 89'                                       | Árbitro(s): Cristian Villarraga | Árbitro(s): Cristian Villarraga |
|                            |                                            | Tiros desde el punto penal |                                                 |                                 |                                 |
|                            | Amador · Rivas · López · Rentería · Lozada | | Morera · Mosquera · Arboleda · Ávila · Palacios |                                 |                                 |

| 14 de julio de 2011, 20:00 | Santa Fe   | 1:2 (0:2) | Boyacá Chicó              | Estadio Luis Carlos Galán, Soacha  |                                    |
|                            | Galván 85' | Reporte   | Monsalvo 7' · Montaño 31' | Árbitro(s): Luis Fernando Trujillo | Árbitro(s): Luis Fernando Trujillo |

| 21 de julio de 2011, 15:00 | Boyacá Chicó | 1:0 (1:0) | Santa Fe | Estadio La Independencia, Tunja |                         |
|                            | Correa 28'   | Reporte   |          | Árbitro(s): Juan Pontón         | Árbitro(s): Juan Pontón |

| 13 de julio de 2011, 15:30 | Once Caldas | 1:1 (1:1) | Junior    | Cancha Luis Fernando Montoya, Manizales |                            |
|                            | Pajoy 19'   | Reporte   | Bacca 29' | Árbitro(s): Elver Oliveros              | Árbitro(s): Elver Oliveros |

| 20 de julio de 2011, 15:30 | Junior                                  | 1:1 (1:1) (4:3 p.) | Once Caldas                                | Estadio Romelio Martínez, Barranquilla |                          |
|                            | Bacca 45'                               | [http://www.copapostobon.com.co/minutoaminuto/fecha-2-junior-vs-o-caldas-2011-07-20-150000 (enlace roto disponible en Internet Archive; véase el historial, la primera versión y la última). Reporte] | Cuero 24'                                  | Árbitro(s): Carlos Anaya               | Árbitro(s): Carlos Anaya |
|                            |                                         | Tiros desde el punto penal |                                            |                                        |                          |
|                            | Bacca · Hernández · Cárdenas · Valencia | | Valentierra · Henao · Cuero · Calle · Mena |                                        |                          |

| 13 de julio de 2011, 15:00 | Valledupar F. C. | 1:0 (0:0) | Deportivo Pasto | Estadio Armando Maestre Pavajeau, Valledupar |                         |
|                            | Cogollos 87'     | Reporte   |                 | Árbitro(s): Fabio Rojas                      | Árbitro(s): Fabio Rojas |

| 20 de julio de 2011, 15:30 | Deportivo Pasto | 0:1 (0:0) | Valledupar F. C. | Estadio Departamental Libertad, Pasto |                             |
|                            |                 | Reporte   | Ojeda 89'        | Árbitro(s): Nolberto Ararat           | Árbitro(s): Nolberto Ararat |

| 13 de julio de 2011, 15:00 | Uniautónoma                      | 2:3 (0:3) | Millonarios                    | Estadio Marcos Henríquez, Sabanalarga |                         |
|                            | Salinas 81' (pen.) · Barrios 90' | Reporte   | Tancredi 10' · Toloza 28', 30' | Árbitro(s): Juan Barros               | Árbitro(s): Juan Barros |

| 21 de julio de 2011, 20:00 | Millonarios    | 1:1 (1:0) | Uniautónoma | Estadio Luis Carlos Galán, Soacha |                             |
|                            | Carpintero 26' | Reporte   | Barrios 68' | Árbitro(s): Álvaro Velandía       | Árbitro(s): Álvaro Velandía |

| 13 de julio de 2011, 20:00 | Deportes Tolima                     | 3:0 (1:0) | Deportivo Cali | Estadio Manuel Murillo Toro, Ibagué |                         |
|                            | Acuña 19' · Parra 64' · Santoya 77' | Reporte   |                | Árbitro(s): Ervin Otero             | Árbitro(s): Ervin Otero |

| 20 de julio de 2011, 15:00 | Deportivo Cali | 1:0 (1:0) | Deportes Tolima | Estadio Alfredo Vásquez Cobo, El Cerrito |                            |
|                            | Perea 33'      | Reporte   |                 | Árbitro(s): Oscar Orejuela               | Árbitro(s): Oscar Orejuela |

### Cuartos de final
| 24 de agosto de 2011, 20:00 | Real Santander | 1:1 (0:1) | Atlético Nacional | Estadio Alfonso López, Bucaramanga |  |
|                             | García 90'     | Reporte   | Rentería 34'      |                                    |  |

| 7 de septiembre de 2011, 20:00 | Atlético Nacional                            | 4:2 (1:2) | Real Santander      | Estadio Atanasio Girardot, Medellín |  |
|                                | Hurtado 32' 46' · Rentería 53' · Cardona 67' | Reporte   | Ríos 26' · Luna 43' |                                     |  |

| 24 de agosto de 2011, 15:30 | Boyacá Chicó | 1:1 (1:0) | Patriotas    | Estadio Primero de Septiembre, Chiquinquirá |                            |
|                             | Palacios 30' | Reporte   | Monsalvo 57' | Árbitro(s): Harold Perilla                  | Árbitro(s): Harold Perilla |

| 7 de septiembre de 2011, 19:30 | Patriotas  | 1:1 (0:0) (1:3 p.) | Boyacá Chicó | Estadio La Independencia, Tunja |  |
|                                | Correa 74' | Reporte            | Arboleda 89' |                                 |  |

| 15 de agosto de 2011, 15:30 | Junior | 0:0     | Valledupar F. C. | Estadio Romelio Martínez, Barranquilla |                          |
|                             |        | Reporte |                  | Árbitro(s): Jorge Sierra               | Árbitro(s): Jorge Sierra |

| 7 de septiembre de 2011, 19:30 | Valledupar F. C.                    | 1:1 (0:1) (2:4 p.)         | Junior                                 | Estadio Armando Maestre Pavajeau, Valledupar |  |
|                                | Arrieta 56'                         | Reporte                    | Bacca 45'                              |                                              |  |
|                                |                                     | Tiros desde el punto penal |                                        |                                              |  |
|                                | Peláez · Angulo · Ojeda · Hernández |                            | Hernández · García · Cárdenas · Orozco |                                              |  |

| 24 de agosto de 2011, 20:00 | Deportes Tolima                         | 3:2 (1:0) | Millonarios             | Estadio Manuel Murillo Toro, Ibagué |  |
|                             | Noguera 17' · Micolta 66' · Bolívar 74' |           | Toloza 51' · Robayo 73' |                                     |  |

| 7 de septiembre de 2011 | Millonarios             | 2:0 (1:0) | Deportes Tolima | Estadio El Campín, Bogotá |  |
|                         | Franco 22' · Moreno 64' |           |                 |                           |  |

### Semifinales
| 5 de octubre de 2011, 20:00 | Boyacá Chicó   | 1:1 (1:0) | Atlético Nacional | Estadio La Independencia, Tunja |                          |
|                             | Mostasilla 32' | Reporte   | Álvarez 89'       | Árbitro(s): Imer Machado        | Árbitro(s): Imer Machado |

| 13 de octubre de 2011, 20:00 | Atlético Nacional                                                      | 1:1 (0:1) (6:7 p.) | Boyacá Chicó                                                        | Estadio Atanasio Girardot, Medellín |                          |
|                              | Álvarez 48'                                                            | [http://www.copapostobon.com.co/minutoaminuto/fecha-2-nacional-vs-chico-2011-10-13-200000 (enlace roto disponible en Internet Archive; véase el historial, la primera versión y la última). Reporte] | Ramírez 38'                                                         | Árbitro(s): Luis Sánchez            | Árbitro(s): Luis Sánchez |
|                              |                                                                        | Tiros desde el punto penal |                                                                     |                                     |                          |
|                              | Pabón · Torres · Medina · Armani · Cardona · Pérez · Giraldo · Álvarez | | Montaño · Rivas · Chica · Correa · Móvil · Pino · Ramírez · Galicia |                                     |                          |

| 5 de octubre de 2011, 20:00 | Millonarios                                       | 4:1 (1:1) | Junior   | Estadio El Campín, Bogotá |                          |
|                             | Moreno 45' 76' · Toloza 54' (pen.) · Tancredi 60' | Reporte   | Páez 28' | Árbitro(s): Luis Sánchez  | Árbitro(s): Luis Sánchez |

| 12 de octubre de 2011, 20:00 | Junior | 0:0     | Millonarios | Estadio Metropolitano, Barranquilla |                           |
|                              |        | Reporte |             | Árbitro(s): Ramiro Suárez           | Árbitro(s): Ramiro Suárez |

### Final
| 19 de octubre de 2011, 19:00 (UTC-5) | Boyacá Chicó | 0:1 (0:0) | Millonarios | Estadio La Independencia, Tunja |                                |
|                                      |              | Reporte   | Robayo 83'  | Árbitro(s): Héctor Jairo Parra  | Árbitro(s): Héctor Jairo Parra |

| 27 de octubre de 2011, 19:00 (UTC-5) | Millonarios | 1:0 (0:0) | Boyacá Chicó | Estadio El Campín, Bogotá |                          |
|                                      | Candelo 84' | Reporte   |              | Árbitro(s): Adrián Vélez  | Árbitro(s): Adrián Vélez |

|                                |
| Bandera de Colombia            |
| Campeón Millonarios 2.º título |

## Estadísticas

### Tabla general
| Equipo | Equipo                  | Pts | PJ | PG | PE | PP | GF | GC | Dif | Rend  |
| ------ | ----------------------- | --- | -- | -- | -- | -- | -- | -- | --- | ----- |
| 1      | Millonarios             | 35  | 18 | 10 | 5  | 3  | 33 | 23 | 10  | 64.8% |
| 2      | Boyacá Chicó            | 28  | 18 | 7  | 7  | 4  | 27 | 21 | 6   | 51.9% |
| 3      | Atlético Nacional       | 29  | 16 | 8  | 5  | 3  | 26 | 22 | 4   | 60.4% |
| 4      | Junior                  | 26  | 16 | 6  | 8  | 2  | 21 | 17 | 4   | 54.2% |
| 5      | Valledupar F. C.        | 28  | 14 | 8  | 4  | 2  | 17 | 7  | 10  | 66.7% |
| 6      | Patriotas               | 25  | 14 | 6  | 7  | 1  | 17 | 9  | 8   | 59.5% |
| 7      | Deportes Tolima         | 24  | 14 | 8  | 0  | 6  | 16 | 11 | 5   | 57.1% |
| 8      | Real Santander          | 21  | 14 | 6  | 3  | 5  | 25 | 27 | 0   | 59.5% |
| 9      | Deportivo Cali          | 23  | 12 | 7  | 2  | 3  | 19 | 13 | 6   | 71.8% |
| 10     | Deportivo Pasto         | 20  | 12 | 6  | 2  | 4  | 17 | 10 | 7   | 55.5% |
| 11     | Itagüí Ditaires         | 20  | 12 | 6  | 2  | 4  | 21 | 16 | 5   | 55.5% |
| 12     | Expreso Rojo            | 19  | 12 | 5  | 4  | 3  | 13 | 11 | 2   | 52.7% |
| 13     | Atlético Huila          | 19  | 12 | 6  | 1  | 5  | 12 | 14 | 2   | 52.7% |
| 14     | Uniautónoma             | 18  | 12 | 5  | 3  | 4  | 23 | 20 | 3   | 50.0% |
| 15     | Once Caldas             | 18  | 12 | 5  | 3  | 4  | 17 | 18 | -1  | 50.0% |
| 16     | Santa Fe                | 15  | 12 | 4  | 3  | 5  | 18 | 15 | 3   | 41.6% |
| 17     | Independiente Medellín  | 15  | 10 | 4  | 3  | 3  | 19 | 15 | 4   | 50.0% |
| 18     | Centauros Villavicencio | 15  | 10 | 4  | 3  | 3  | 17 | 16 | 1   | 50.0% |
| 19     | Fortaleza F. C.         | 14  | 10 | 4  | 2  | 4  | 11 | 7  | 4   | 46.6% |
| 20     | La Equidad              | 14  | 10 | 3  | 5  | 2  | 14 | 11 | 3   | 46.6% |
| 21     | América de Cali         | 14  | 10 | 4  | 2  | 4  | 11 | 13 | -2  | 46.6% |
| 22     | Deportivo Rionegro      | 13  | 10 | 4  | 1  | 5  | 20 | 20 | 0   | 43.3% |
| 23     | Deportes Quindío        | 12  | 10 | 3  | 3  | 4  | 13 | 11 | 2   | 40.0% |
| 24     | Cortuluá                | 12  | 10 | 3  | 3  | 4  | 16 | 15 | 1   | 40.0% |
| 25     | Pacífico F. C.          | 12  | 10 | 3  | 3  | 4  | 9  | 11 | -2  | 40.0% |
| 26     | Academia                | 12  | 10 | 3  | 3  | 4  | 11 | 16 | -5  | 40.0% |
| 27     | Real Cartagena          | 11  | 10 | 3  | 2  | 5  | 13 | 14 | -1  | 36.6% |
| 28     | Cúcuta Deportivo        | 9   | 10 | 2  | 3  | 5  | 11 | 13 | -2  | 30.0% |
| 29     | Alianza Petrolera       | 9   | 10 | 2  | 3  | 5  | 10 | 17 | -7  | 30.0% |
| 30     | Unión Magdalena         | 8   | 10 | 2  | 2  | 6  | 10 | 20 | -10 | 26.6% |
| 31     | Atlético Bucaramanga    | 7   | 10 | 1  | 3  | 6  | 12 | 17 | -5  | 23.3% |
| 32     | Barranquilla F. C.      | 7   | 10 | 2  | 1  | 7  | 10 | 17 | -7  | 23.3% |
| 33     | Bogotá F. C.            | 6   | 10 | 1  | 3  | 6  | 9  | 16 | -7  | 20.0% |
| 34     | Envigado F. C.          | 6   | 10 | 1  | 3  | 6  | 10 | 18 | -8  | 20.0% |
| 35     | Deportivo Pereira       | 5   | 10 | 1  | 2  | 7  | 4  | 16 | -12 | 16.6% |
| 36     | Depor Aguablanca        | 5   | 10 | 1  | 2  | 7  | 4  | 18 | -14 | 16.6% |

### Goleadores
| Jugador                 | Equipo           | Goles |
| ----------------------- | ---------------- | ----- |
| Carlos Bacca            | Junior           | 8     |
| Oscar Iván Méndez       | Real Cartagena   | 8     |
| Wilberto Cosme          | La Equidad       | 7     |
| Dani Géliz              | Valledupar F. C. | 7     |
| Juan Alejandro González | Real Cartagena   | 6     |
| Edwin Móvil             | Boyacá Chicó     | 6     |
| John Pajoy              | Once Caldas      | 6     |
| Leandro Vargas          | Uniautónoma      | 6     |
| Edison Toloza           | Millonarios      | 5     |
| Erik Moreno             | Millonarios      | 5     |